# Католицизм на Доминике
Католицизм на Доминике — Римско-католическая церковь в Доминике является частью всемирной Католической церкви.
Численность католиков на Доминике составляет около 45 тысяч человек (61,4 % от общей численности населения).

## История
C самого начала своего существования до 1860 года католическая община Доминики подчинялась епископу Тринидада и Тобаго. 30 апреля 1860 года Римский папа Пий IX учредил на Доминике первую церковную структуру — епархию Розо, которая вошла в митрополию Порт-оф-Спейна.
Католическая церковь на Доминике входит в Конференцию католических епископов Антильских островов.
1 сентября 1981 года были установлены дипломатические отношения между Ватиканом и Доминикой. Доминика входит в юрисдикцию апостольского нунция, резиденция которого находится в Порт-оф-Спейне.

## Структура
На Доминике действуют 15 приходов. Вся территория страны разделена на четыре викариата: Западный викариат, Северо-Западный викариат, Южный викариат и Восточный викариат.
В Западный викариат входят 4 прихода в городе Розо:
- Церковь святых Павла и Анны;
- Собор Пресвятой Девы Марии;
- Церковь святого Альфонса;
- Церковь Пресвятой Девы Марии Фатимской.

В Северо-Западный викариат входят 5 приходов:
- Церковь святого Андрея в населённом пункте Vieille Case;
- Церковь святых Иоанна и Людовика в населённом пункте Portsmouth;
- Церковь святого Петра в населённом пункте Colihaut;
- Церковь Святой Терезы в городе Розо;
- Церковь святого Иосифа в населённом пункте Сент-Джозеф;

В Южный викариат входят 3 прихода: церковь святого Луки, церковь святого Марка и церковь святого Патрика.
В Восточный викариат входят 3 прихода:
- Церковь святого Франциска Ассизского в населённом пункте La Plaine;
- Церковь Пресвятой Девы Марии в населённом пункте Wesley;
- Церковь Пресвятой Девы Марии в населённом пункте Castle Bruce.